# Rio Albuia
O Rio Albuia é um rio da Romênia afluente do rio Siret, localizado nos distritos de Iaşi e Neamţ.